# 칼딜리네아과
칼딜리네아과(Caldilineaceae)는 녹만균문에 속하는 세균 과이다. 칼딜리네아강(Caldilineae)의 유일목 칼딜리네아목(Caldilineales)의 유일한 과이다.

## 하위 속
- 칼딜리네아강 (Caldilineae)
  - 칼딜리네아목 (Caldilineales)
    - 칼딜리네아과 (Caldilineaceae)
      - 칼딜리네아속 (Caldilinea) Sekiguchi et al. 2003[2]
      - 리토릴리네아속 (Litorilinea) Kale et al. 2013